# Força Aèria Letona
La Força Aèria Letona (en letó: Latvijas Gaisa spēki) és la branca de les Forces Armades de Letònia la funció de la qual és la vigilància de l'espai aeri de Letònia. Va ser establerta el 1992.
Perquè no compta amb capacitat de combat aeri, la defensa aèria de Letònia, igual que la d'Estònia i Lituània, està garantida des del 30 de març de 2004 per l'OTAN, la qual efectua una rotació cada quatre mesos entre els seus estats membres, els quals arribat el seu torn han d'enviar quatre aeronaus a Lituània amb la missió de realitzar el control aeri dels tres països bàltics, en una missió denominada Patrulla Aèria Bàltica (més coneguda per la seva denominació en anglès Baltic Air Policing).

## Aeronaus i equipament
La Força Aèria de Letònia compta amb les següents unitats:
| Aeronau            | Origen         | Tipus                           | Versions | En servei |
| Avions             | Avions         | Avions                          | Avions   | Avions    |
| ------------------ | -------------- | ------------------------------- | -------- | --------- |
| Antonov An-2       | Unió Soviètica | Avió de transport militar       | An-2     | 2         |
| Let L-410 Turbolet | Txecoslovàquia | Avió de transport militar       | L-410T   | 1         |
| Helicòpters        |                |                                 |          |           |
| Mil Mi-17          | Unió Soviètica | Helicòpter de transport militar | Mi-17    | 4         |
| Mil Mi-2           | Unió Soviètica | Helicòpter de transport militar | Mi-2     | 3         |
| Agusta A109        | Itàlia         | Helicòpter de recerca i rescat  | A109E    | 2         |